# UFC: Fight for the Troops
UFC: Fight for the Troops (también conocido como UFC Fight Night 16) fue un evento de artes marciales mixtas celebrado por Ultimate Fighting Championship el 10 de diciembre de 2008 en el Crown Coliseum, en Fayetteville, Carolina del Norte.

## Historia
El evento principal estuvo encabezado por un combate de peso wélter entre Josh Koscheck y Yoshiyuki Yoshida.

## Premios extra
Cada peleador recibió un bono de $30,000.
- Pelea de la Noche: Jim Miller vs. Matt Wiman
- KO de la Noche: Josh Koscheck
- Sumisión de la Noche: Steve Cantwell